# Verizon Tennis Challenge 1991
Il Verizon Tennis Challenge 1991 è stato un torneo di tennis giocato sul cemento. È stata la 6ª edizione del torneo, che fa parte della categoria World Series nell'ambito dell'ATP Tour 1991. Si è giocato ad Orlando negli Stati Uniti dall'1 al 7 aprile 1991.

## Campioni

### Singolare maschile
Andre Agassi ha battuto in finale  Derrick Rostagno con il punteggio di 6–2, 1–6, 6–3

### Doppio maschile
Luke Jensen /  Scott Melville hanno battuto in finale  Nicolás Pereira /  Pete Sampras con il punteggio di 6–7, 7–6, 6–3